# Кафедральний собор Вадуца

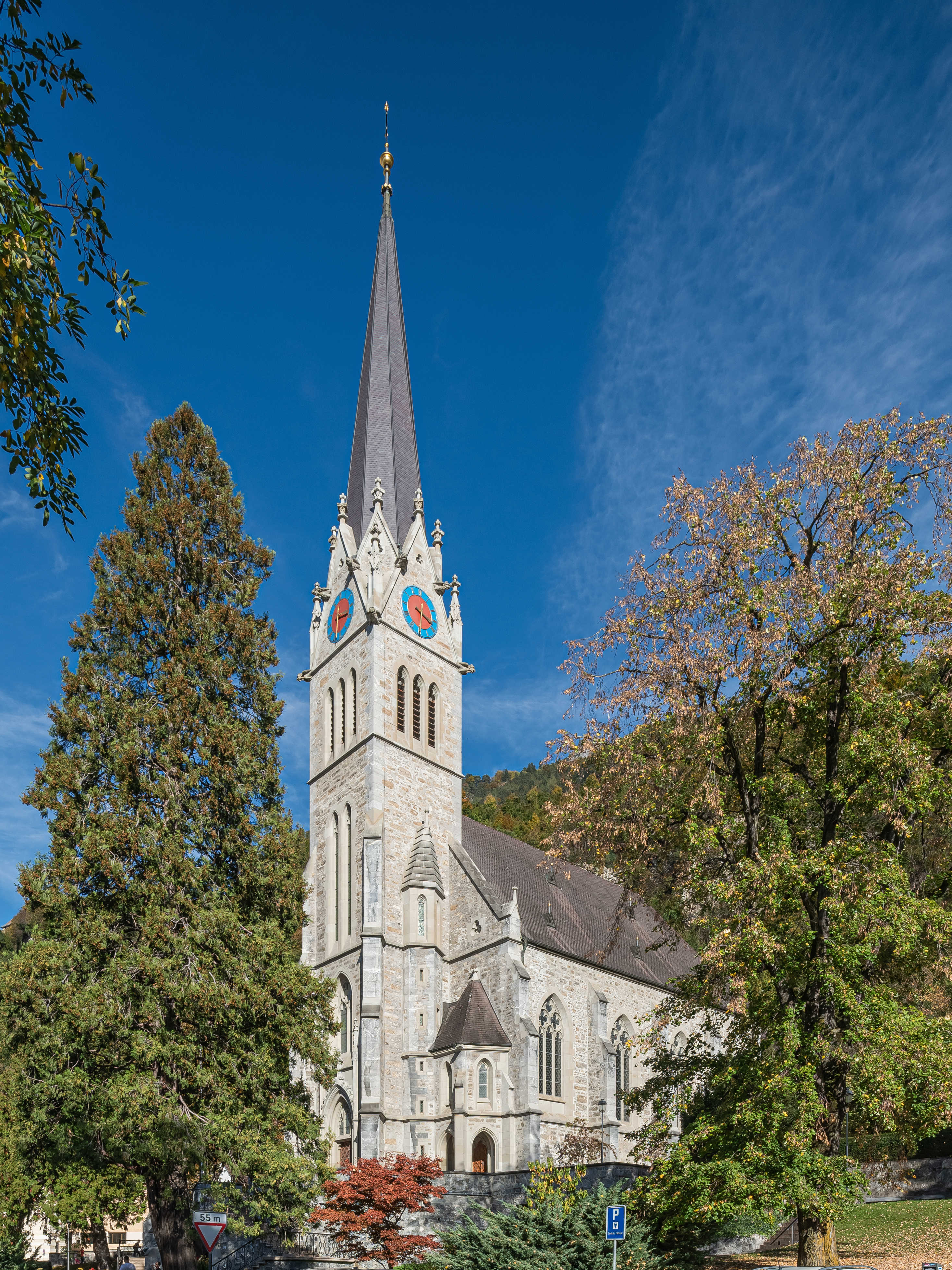
Кафедральний собор Святого Флоріна

Кафедральний собор Вадуца або Кафедральний собор Св. Флоріна (нім. St. Florinskirche in Vaduz, Kathedrale St. Florin) — неоготичний собор у Вадуці, центр архиєпархії Вадуца. Спочатку був парафіяльною церквою, отримав статус собору у 1997 році.
Кафедральний собор був збудований у 1873 році Фрідріхом фон Шмідтом на місці середньовічного фундаменту. Собор названий на честь Флоріна Ремюсского, небесного покровителя долин Валь Веноста, що жив у IX столітті. Архиєпархія Вадуца була проголошена папою римським Іваном Павлом II в апостольській конституції 2 грудня 2002 року. До цього собор був частиною Ліхтенштейнському деканату, що входив до єпархії, яка керувалася із Швейцарії.

## Історія

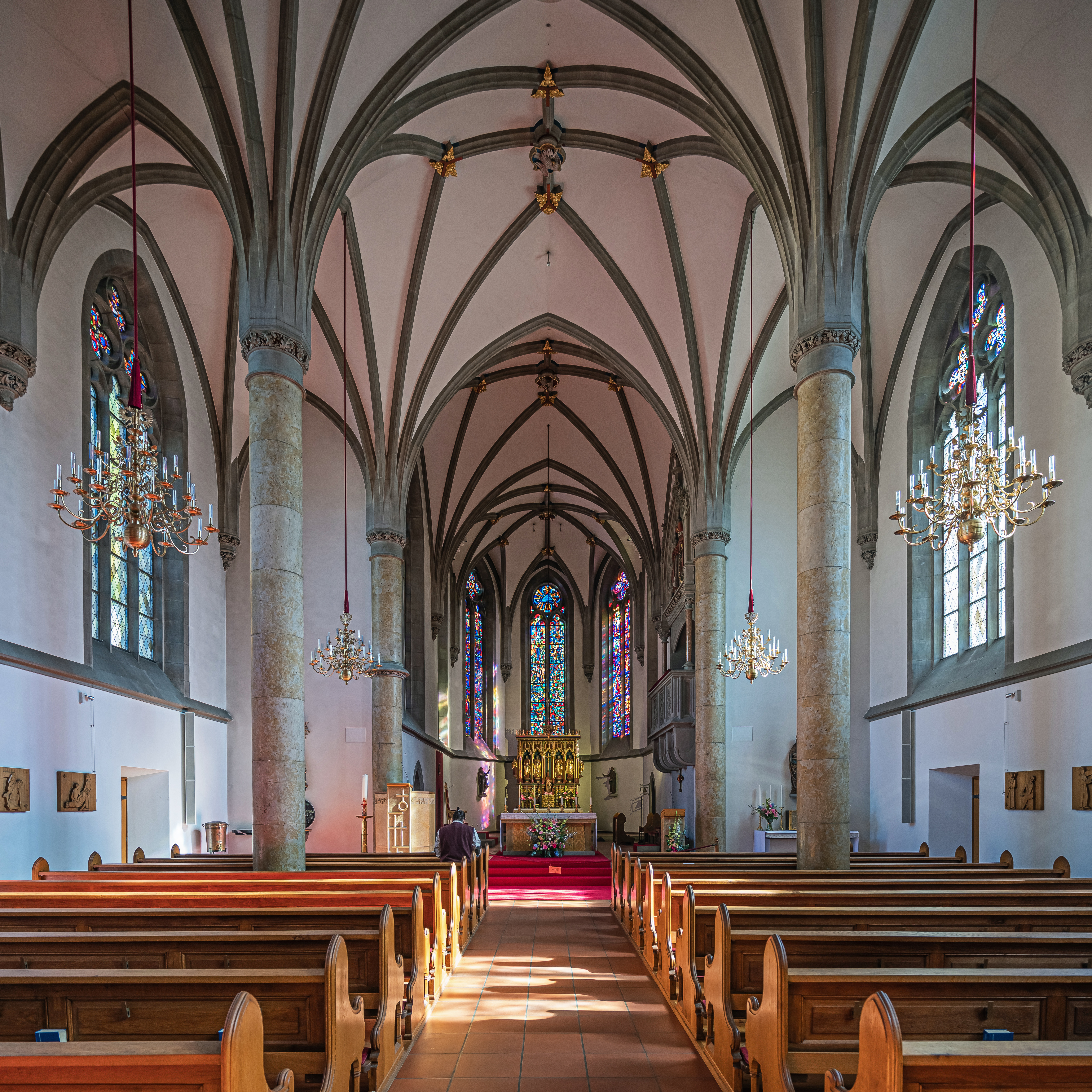
Інтер'єр

З давніх часів релігійним центром сучасного Ліхтенштейну була церква Святого Петра, побудована на фундаменті давньоримського каструму в сусідньому муніципалітеті Шан. Близько 1250 року було засновано першу парафію у Вадуці.
Після заснування графства Вадуц (1342) у місті було збудовано каплицю Святого Флоріна — особисту графську церкву. За іншою версією, церкву у Вадуці було збудовано в епоху раннього середньовіччя; у подальші роки її неодноразово перебудовували та розширювали. Церква згадується також у письмових джерелах, датованих 1375 роком. Час від часу каплицю використовували як місце для поховання правителів сучасного Ліхтенштейну — членів графських родин Верденберг, Брандис, Зульц та Хоенемс. У 1602 році відбулося нове освячення каплиці. У 1844 році було відкрито для загального користування цвинтар, розташований на південний схід від церкви; до цього часу цвинтар використовувався виключно для членів графської родини та наближених до неї осіб.

## Поховання членів князівської родини
До Другої світової війни місцем для поховання членів князівської родини був чеський Вранов (Моравія) — сучасне передмістя Брно. Після розпаду Австро-Угорської імперії князі Ліхтенштейн мусили залишити власні маєтки у південній Моравії — Ледніце (нім. Eisgrub) та Вальтіце (нім. Feldsberg). Після приєднання у березні 1938 року Австрії до Третього Рейху правлячий князь Франц Йосиф II став першим монархом Ліхтенштейну, який — відмовившись підтримувати націонал-соціалізм — переніс свою резиденцію до князівства, у замок Вадуц. У зв'язку із цим, виникла необхідність будівництва нової родинної усипальниці. У 1960 році вона була побудована на території кафедрального собору Святого Флоріна. Вона розташована на південь від собору та відкрита для публічного відвідування лише раз на рік — у День усіх святих (1 листопада).
В усипальниці поховані, крім інших, наступні члени князівської родини:
- принц Алоїз фон унд цу Ліхтенштейн (17 червня 1869 — 16 березня 1955)
- принц Карл Алоїз фон унд цу Ліхтенштейн (16 вересня 1878 — 20 червня 1955)
- князь Франц Йосиф II (16 серпня 1906 — 13 листопада 1989)
- Вільгельм, граф фон Хоенау (29 травня 1922 — 27 листопада 2006)